# Erpetoichthys
Erpetoichthys is een geslacht van straalvinnige vissen uit de familie (Polypteridae) en orde (Polypteriformes) kwastsnoeken. 

## Soort
- Erpetoichthys calabaricus Smith, 1865 – Wimpelaal